# Стімпанк фолк
Стімпанк фолк (steam punk  folk) – один з напрямків сучасної фолк музики, що виник  у 10-х рр.. XXI ст. Для нього характерним є використання старовинних та архаїчних інструментах (звідки й назва steam punk ), які, проте, звучать зовсім не архаїчно. Надаючи новий саунд , звуковидобування та подачу, при цьому не змінюється, як це відбувається у сучасному фолку, фолк року та інших схожих напрямках, основа та розміри старовинних пісень. Осучаснення звучання досягається за рахунок нового звуковидобування на архаїчних інструментах завдяки застосуванню мікрофонів, слайдів, прийомів, визвучки тощо.
Має схожі риси з пост апокаліптичним роком, де намагаються грати рок за допомогою самотужки вироблених інструментів (які можна було б зробити тим, хто вижив після апокаліпсису). Тобто, напрямок не зациклюється на архаїчному звучанні інструментів, розвиває їх, дає «друге життя», так як багато старовинних інструментів зникли чи зникають з ужитку не через їхню незатребуванність, а через обставини, що не дали змоги розвиватися на той період. Наприклад, ліру витіснив акордеон (гармошка) через більшу гучність та простоту в користуванні, дримба зникла через свій тихий звук, що в наш час цілком може виправити мікрофон, кобзу замінила гітара тощо.
На відміну від багатьох сучасних фолк напрямів стімпанк фолк не намагається реконструювати стародавнє звучання, а навпаки шукає нове, інтегруючи давні інструменти в сучасність.
Прикладом стімпанк фолк гуртів є "БрамаДо" (BramaDo), гурт "ЛЇС"…